# Кулеви
Кулеви (груз. ყულევი) — село в Хобском муниципалитете края Самегрело-Верхняя Сванетия в Грузии на поберeжье Чёрного моря севернее Поти. Основан в 1804 году Российской империей в качестве порта-крепости «Редут-Кале» для защиты Мингрелии от турок. После распада Российской империи переименован в Кулеви.

## История
Редут-Кале — город-крепость, заложенный русскими на побережье Чёрного моря в 1804 году в семнадцати верстах к северу от Поти в устье реки Хопи. Был основан как укреплённый пункт, предназначенный для защиты Мегрелии от турок .
Укреплённый пункт на левом берегу реки Хопи был оборудован под руководством астраханского военного губернатора и главноначальствующего в Грузии Павла Дмитриевича Цицианова с разрешения владетеля Мингрелии.
Турки называли это место «Кремпл», «Корго» или «Куле». Для оборудования места высадки русских войск с кораблей Черноморского флота из Тифлиса был выслан отряд казаков, которые в этом месте построили каланчу и подняли русский флаг. Для защиты был выстроен земляной редут, отчего место получило название Редут-Кале. 
Первоначально Редут-Кале именовался крепостью. С 1840 года стал называться городом. Город был расположен на обоих берегах реки Хопи, в полукилометре от её впадения в море. Редут-Кале служил перевалочным пунктом для товаров, идущих из Средиземного, Черного и Азовского морей в Закавказье. Именно здесь европейские корабли выгружали свои грузы, которые затем переправлялись в Тифлис по суше, обычно на вьючных животных. Собственно порта там не было, поэтому суда останавливались на открытом рейде и грузы перегружались на шлюпки, что было крайне неудобно.
Николай I вынужден был признать в 1846 году: "В Редуте дурной порт или, лучше сказать, нет никакого порта". Газета "Одесский вестник" писала: "Известно, какие неудобства представляются Редуткальским портом, с какой опасностью сопряжена погрузка и выгрузка там пассажиров и товаров, и как часто повторялись гибельные случаи, которые предупредить нет возможности".
Неоднократно возникал вопрос о переносе порта в другое место на побережье. В 1830-х годах командующий Отдельным кавказским корпусом генерал Г.В. Розен предлагал перенести этот порт в Поти. М.С. Воронцов считал более целесообразным перенести его в Сухум-Кале (ныне Сухуми). Однако препятствием к переносу порта в этот пункт являлось отсутствие дороги из Сухум-Кале в Закавказье. Позднее по инициативе М.С. Воронцова к 1853 году дорога из Сухум-Кале через Зугдиди в Тифлис была построена. Поэтому с навигации 1853 года последовало указание о том, чтобы "как новороссийские пароходы, так и военные, производящие сообщение между укреплениями на восточном берегу Черного моря, останавливались в Сухум-Кале, не продолжая плавать до Редут-Кале".
После распада Российской империи Редут-Кале был переименован в Кулеви.
В годы Великой Отечественной войны в устье реки Хопи находилась база Черноморского флота СССР.

## Общие сведения
16 мая 2008 года в порту Кулеви был открыт нефтяной терминал. 
Терминал предназначен для транспортировки нефти и нефтехимической продукции. На терминале осуществляется приём груза, приходящего по железной дороге, его транспортировка в резервуары, хранение и погрузка на суда для экспорта. 
В 2023 году через терминал перевалено 2,16 миллиона тонн грузов.
В 2024 году через терминал перевалено 2,5 миллиона тонн грузов.
Планируется возведение четырёх дополнительных резервуаров объёмом 20 000 м3. 